# Vincent Sertenas
Vincent Sertenas (mort à Paris en 1562) est un libraire et éditeur parisien de la Renaissance. Il est établi au Palais, « en la galerie par où on va en la chancellerie ».
Il est gendre de l'imprimeur-libraire parisien Antoine Bonnemère. 

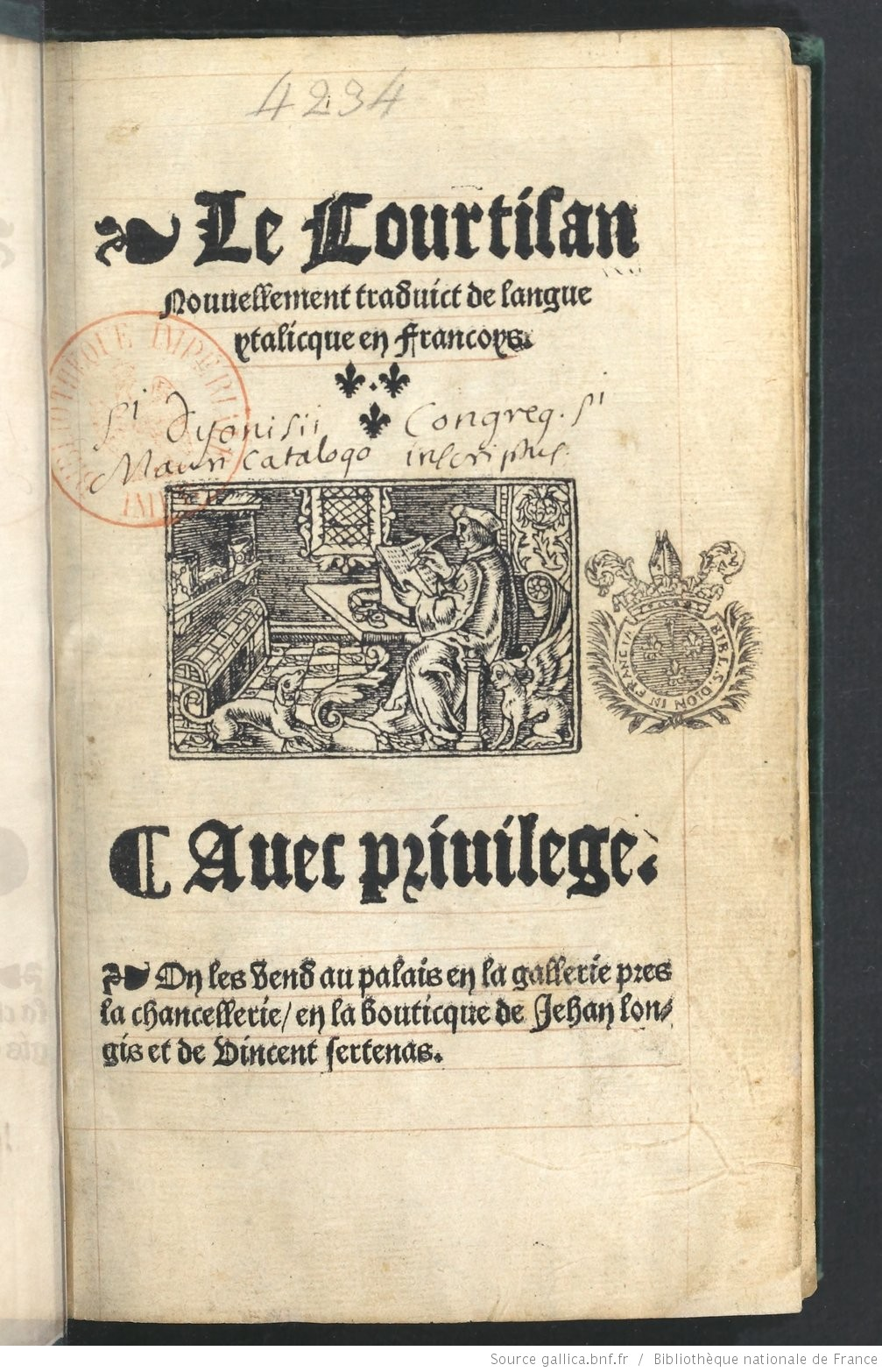
Le Courtisan, édition de 1537.

Acteur important de la littérature en langue française, il est notamment l'éditeur de la traduction d'Amadis de Gaule par Nicolas Herberay des Essarts. 